# David Farrier
David Farrier (né le 25 décembre 1982) est un journaliste néo-zélandais

## Biographie
David Farrier est journaliste pour la télévision
Il est connu pour le documentaire Tickled distribué par HBO et Netflix et la série Dark Tourist.
David Farrier est ouvertement bisexuel.